# Mural de Taniperla
El mural Vida y sueños de la Cañada Perla más conocido como El Mural de Taniperla es una obra pictórica realizada por indígenas tzeltales en 1998 para celebrar la inauguración del autodenominado Municipio Autónomo Zapatista "Ricardo Flores Magón", en el poblado de Taniperla, Chiapas, México el 10 de abril, día en que se conmemora la muerte de Emiliano Zapata.

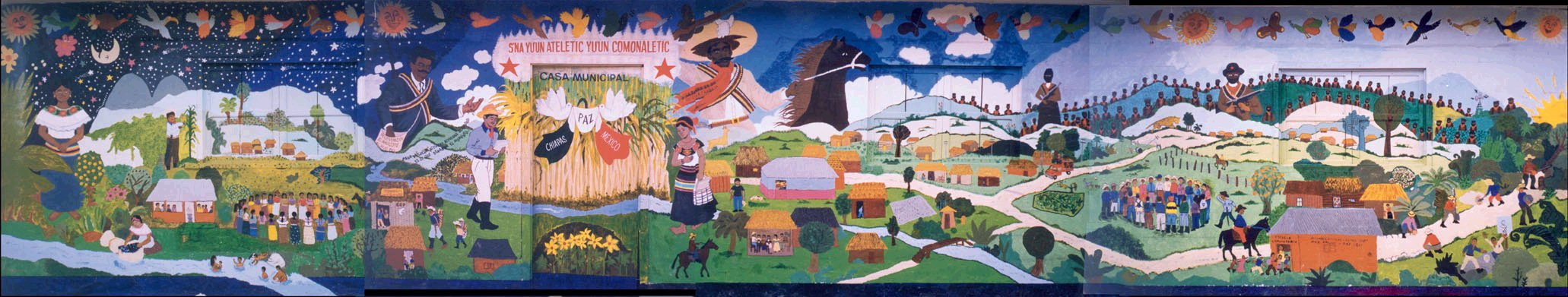
El Mural de Taniperla, Chiapas, 1998.

En el mural, que cubría la fachada de la Casa Municipal, se representaba idealizada la vida de la comunidad, ubicada en zona de influencia del Ejército Zapatista de Liberación Nacional. El 11 de abril de 1998, un día después de haber sido inaugurado, el lugar fue tomado por fuerzas del Ejército Mexicano y el mural destruido.
Sergio Valdez, profesor de Comunicación gráfica de la Universidad Autónoma Metropolitana, quien dirigió la obra fue detenido por las fuerzas militares junto con el Consejo Autónomo del municipio de Taniperla por haber participado en la realización del mural, a los detenidos se les recluyó en el extinto penal de Cerro Hueco en Tuxtla Gutiérrez, Chiapas. Así también se dio la repatriación de 3 extranjeros de origen Noruego que se encontraban en el lugar sin el estatus migratorio adecuado.

## Recreaciones del mural
- 1998
  - Bahía Blanca, Argentina. Agosto, en las instalaciones de la Universidad Nacional del Sur, en 2000 fue destruido por las autoridades de la universidad.
- 1999
  - San Francisco, Estados Unidos. Sobre un costado de la librería City Lights, un referente de la generación beat en esta versión, una ventana con barrotes en el muro fue aprovechada por los realizadores para retratar a Sergio Valdez que aún permanecía preso.[2]
- 2005
  - Nogales, en el lado mexicano del muro fronterizo con Estados Unidos.
  - La Culebra, Chiapas, 2005 dirigido por Sergio Valdez ya en libertad.
- 2007
  - San Agustín, en el muro posterior contiguo al Museo Regional del Valle de Juárez, municipio de Juárez, Chihuahua.[3]